# Thaao Penghlis

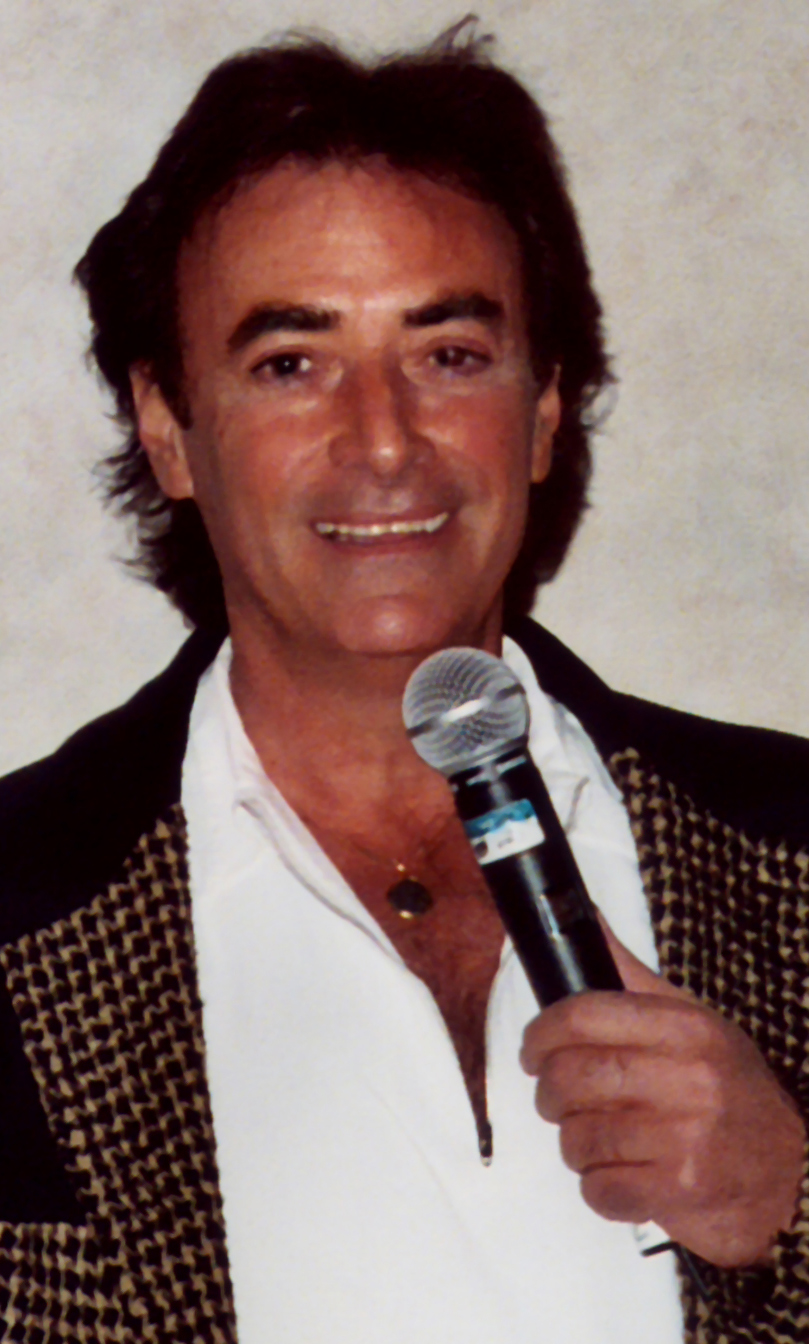
Thaao Penghlis

Thaao Penghlis, född  15 december 1945 i Sydney, Australien, är en Emmy-nominerad, australisk-grekisk skådespelare. 
I Sverige är Penghlis främst känd som IMF-agent Nicholas Black i tv-serien Farligt uppdrag (1988-1990) samt som Tony DiMera (även André DiMera) i den amerikanska evighetssåpan Våra bästa år.